# Cruziella trispinosa
Cruziella trispinosa är en insektsart som beskrevs av Rauno E. Linnavuori och Delong 1979. Cruziella trispinosa ingår i släktet Cruziella och familjen dvärgstritar. Inga underarter finns listade i Catalogue of Life.